# Epimysium

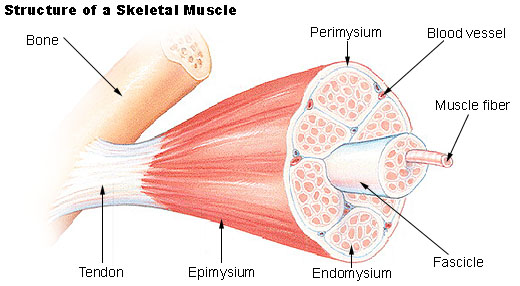
Struktura svalu

Epimysium je vazivový obal na povrchu svalu. Dalšími vazivovými obaly ve svalovině jsou endomysium a perimysium. Společně jsou tyto vrstvy součástí fascia - sítě hustých, nepravidelných pojivových vláken, které oddělují svaly a podkožní vrstvu.

## Struktura
Epimysium je vrstva pojiva, která obklopuje a drží celý sval v těle. Je to vrstva hustých, nepravidelně uspořádaných pojivových tkání. Skládá se z hustě uspořádaných fibroblastů a kolagenních vláken bez specializovaného směru orientace. Jeho primární funkcí je tvořit s dalšími svalovými pojivy silný, kolagenní provazec známý jako šlacha. Epimysium chrání sval před třením s dalšími svaly a kostmi.